# Jack Swanstrom
Jack Swanstrom, né le 18 novembre 1961 à Astoria, quartier de New-York aux États-Unis, et mort le 4 mars 2015, est un réalisateur et producteur de cinéma américain.

## Biographie
Jack Swanstrom est un réalisateur diplômé de l'American Film Institute, et possède une maîtrise en arts du théâtre de l'université d'État de Humboldt.

## Filmographie

### comme réalisateur
- 1993 : Saint Crispin's Day
- 1995 : Ranger!
- 2006 : A.W.O.L.

### comme producteur
- 1998 : A Short Wait Between Trains de Rick Wilkinson
- 2006 : A.W.O.L. de Jack Swanstrom